# August Apel
Johann August Apel, född den 17 september 1771 i Leipzig, död där den 9 augusti 1816, var en tysk författare, son till borgmästaren Heinrich Friedrich Innocentius Apel.
Apel, som var juris doktor och rådsherre i sin födelsestad, skrev flera skådespel med antika ämnen och samlingar av folkliga berättelser, bland andra Gespensterbuch (4 band, 1810–1814). Operan Friskyttens libretto bygger på en novell av Apel.
Apels Metrik i två band (1814–1816; ny upplaga 1834) blev banbrytande för de nyare åsikterna om den antika versens rytmik.